# Schnitzel

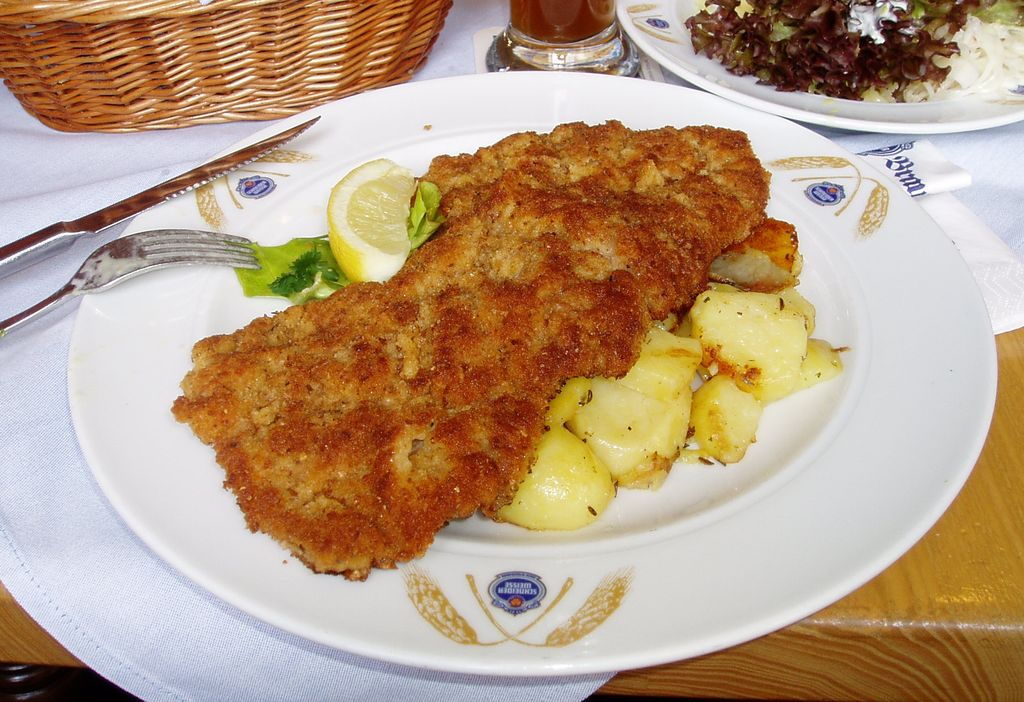
Wienerschnitzel

Een schnitzel is een gerecht dat bestaat uit een dun gesneden stuk gebraden kalfsvlees, kippenvlees of varkensvlees.

## Varianten
Kalfsvlees is relatief duur en wordt voor schnitzels vaak vervangen door goedkoper varkensvlees, kippenvlees of ander mager vlees. In supermarkten worden schnitzels verkocht die zijn gemaakt van restvlees, waarbij de losse delen met eiwit aan elkaar zijn gehecht en daarna gepaneerd. Die paneerlaag verhult de lagere kwaliteit van het vlees. Niet-kalfsvleesschnitzels zijn populair door de lage prijs, de gemakkelijke bereidingswijze en de gebakken smaak die de paneerlaag geeft. 
Een varkensschnitzel heet soms 'Schnitzel Wiener Art' om aan te geven dat het niet de echte, maar een variant is. In Duitsland en Oostenrijk is dit zelfs bij wet verplicht. Veel restaurants in andere landen noemen een varkensschnitzel desondanks 'wienerschnitzel'. Een schnitzel met paprika en andere kruiden door het paneermeel is een zigeunerschnitzel of Hongaarse schnitzel. Door het vervangen van vlees door bijvoorbeeld tofoe of soja is ook een vegetarische schnitzel te bereiden.
De varianten:
- Wienerschnitzel: een gepaneerde kalfsschnitzel
- Schnitzel Wiener Art: een gepaneerde varkensschnitzel
- Zigeunerschnitzel: met paprika gekruid
- Jägerschnitzel: met een saus van voornamelijk champignons
- Rahmschnitzel: met een witte roomsaus
- Hamburger Schnitzel: een varkensschnitzel met spiegelei
- Holsteiner Schnitzel: een kalfsschnitzel met spiegelei, ansjovis en kappertjes
- Cordon bleu: een gepaneerde schnitzel gevuld met kaas en ham
- Pindaschnitzel: een gepaneerde schnitzel gevuld met pindasaus
- Milanese schnitzel: gevuld met kaas en Italiaanse saus

## Wienerschnitzel
Wienerschnitzel is de bekendste variant. Deze wordt traditioneel van mager kalfsvlees van de fricandeau of het 'Kaiserteil' uit de achterpoot van het dier gemaakt. Het vlees wordt voorzichtig met een speciale hamer plat geslagen tot ongeveer de grootte van een gespreide hand en vervolgens met meel, ei en broodkruim gepaneerd. Vervolgens wordt de schnitzel in een centimeters diepe laag reuzel of olie van zo'n 180 °C vlug gebakken, waarbij de paneerlaag souffleert. Het gerecht wordt in Wenen geserveerd met een schijfje citroen en een eenvoudige salade.